# Kurt Neumann
Kurt Neumann (Nuremberg 5 d'abril de 1908 - 21 d'agost de 1958) va ser un director de cinema alemany que es va especialitzar en pel·lícules de ciència-ficció en la seva carrera posterior.

## Biografia
Nascut a Nuremberg, era fill d'un fabricant de segells de llauna, i va estudiar música a diverses ciutats alemanyes, entre elles Berlín. El 1926 va dirigir el seu primer curtmetratge.
Neumann va arribar als EUA. a la primera era del so, contractat per dirigir versions en alemany de pel·lícules de Hollywood. Un cop va dominar l'anglès i es va consolidar com a expert tècnicament en el cinema, Neumann va dirigir pel·lícules com The Big Cage (1932), Secret of the Blue Room (1933) amb Paul Lukas i Gloria Stuart, Hold 'Em Navy (1936), It Happened in New Orleans (1936) mb l'estrella infantil Bobby Breen, Wide Open Faces (1937) amb Joe E. Brown, Island of Lost Men i Ellery Queen: Master Detective el 1939.
Neumann va ser signat pel productor Hal Roach l'any 1941 per dirigir una sèrie de "streamliners", pel·lícules de 45 minuts dissenyades per omplir dobles sessions de curts. Entre aquestes comèdies de quatre rodets hi havia About Face (1942), Brooklyn Orchid (1942), Taxi, Mister? (1943) i Yanks Ahoy (1943). Two Knights from Brooklyn (1949) stà compilat a partir de dos d'aquests streamliners: The McGuerins from Brooklyn i Taxi, Mister.
El 1945, es va unir a l'empresa del productor Sol Lesser, que va contractar a Neumann com a coproductor i director principal de la sèrie Tarzan produïda per Lesser entre 1945 i 1954. Les pel·lícules de Tarzan van ser produïdes per a RKO i va protagonitzar Johnny Weissmuller i més tard Gordon Scott.
Neumann es va fer conegut com a especialista en pel·lícules de ciència-ficció gràcies a la seva producció i direcció de Rocketship X-M (1950, sobre una expedició a la Lluna i Mart) i The Fly (1958, sobre l'experiment de teleportació d'un científic que el transforma en una criatura mosca). Neumann va dirigir altres pel·lícules de ciència-ficció i terror com Kronos (1957) i She-Devil (1957), i va dirigir altres pel·lícules com The Ring  (1952) un llargmetratge independent protagonitzat conjuntament per Rita Moreno, Carnival Story (1954), Mohawk, una llegenda dels indis iroques (1956) i The Deerslayer (1957)).
Contràriament a alguns informes publicats, Neumann no va morir com a resultat d'un suïcidi, sinó per causes naturals a Los Angeles el 21 d'agost de 1958, cinc setmanes després que conclogués el rodatge de The Fly. Va ser sepultat al cementiri Utter McKinley de Los Angeles.

## Filmografia parcial
- The Big Cage (1933)
- Secret of the Blue Room (1933)
- Let's Sing Again (1936)
- Espionage (1937)
- Make a Wish (1937)
- That Navy Spirit (1937)
- Touchdown, Army (1938)
- Island of Lost Men (1939)
- Unmarried (1939)
- Brooklyn Orchid (1942)
- Tarzan and the Amazons (1945)
- Tarzan and the Leopard Woman (1946)
- Tarzan and the Huntress (1947)
- The Dude Goes West (1948)
- Bad Men of Tombstone (1949)
- Bad Boy (1949)
- Two Knights from Brooklyn (1949)
- Rocketship X-M (1950)
- Cattle Drive (1951)
- The Ring (1952)
- El fill d'Alí Babà (1952)
- Hiawatha (1952)
- Tarzan and the She-Devil (1953)
- Regina Amstetten (RFA, 1954)
- Drei vom Varieté (RFA, 1954)
- Carnival Story (1954)
- Rummelplatz der Liebe (RFA, 1954)
- Mannequins für Rio (USA/RFA, 1954)
- Stern von Rio (RFA, 1955)
- Mohawk, una llegenda dels indis iroques (1956)
- Kronos (1957)
- She Devil (1957)
- The Fly (1958)
- Machete (1958)
- Watusi (1959)
- Counterplot (1959)